# Wilhelm Husmann
Wilhelm Husmann (* 12. August 1900 in Bünde, Westfalen; † 29. September 1979 in Essen) war ein deutscher Chemiker. Er befasste sich mit Abwasserbehandlung und Wasseranalyse.

## Leben
Husmann studierte ab 1919 an der TH Braunschweig Chemie und wurde dort 1925 zum Dr.-Ing. promoviert. Seit dem Studium war er Mitglied der Braunschweiger Burschenschaft Thuringia. Nach seinem Abschluss war er Betriebschemiker in Lübz und nach einer Zeit beim Wasserbauamt von Mecklenburg-Schwerin leitete er ab 1926 das Betriebslabor des Abwasserdezernats der Emscher-Genossenschaft in Essen. Ab 1931 beriet er den Kanton Zürich in Abwasserfragen und wurde 1934 Betriebsleiter des Klärwerks Werdhölzli bei Zürich. Ab 1936 war er wieder bei der Emscher Genossenschaft. Er lehrte ab 1953 an der RWTH Aachen, wo er bis zur Emeritierung 1965 Professor für Chemie war.
In der Abwasserbehandlung gelang ihm ab 1936 eine starke Entlastung der stark verschmutzten Emscher. Er entwickelte neue Methoden der Abwasserbehandlung (auch für schwer abbaubare Stoffe) und der Analyse von Abwässern.
1965 erhielt er die Liebig-Denkmünze.

## Schriften
- Praxis der Abwasserreinigung, Springer 1950